# Dicranoweisia crispula
Dicranoweisia crispula è una specie di muschio appartenente alla famiglia Rhabdoweisiaceae che vive su entrambi i poli. Cresce nelle Isole Shetland Meridionali e nella Penisola Antartica.